# 20444 Mamesser
20444 Mamesser è un asteroide della fascia principale. Scoperto nel 1999, presenta un'orbita caratterizzata da un semiasse maggiore pari a 2,2740590 UA e da un'eccentricità di 0,1685289, inclinata di 6,01849° rispetto all'eclittica.